# Day-O (The Banana Boat Song)

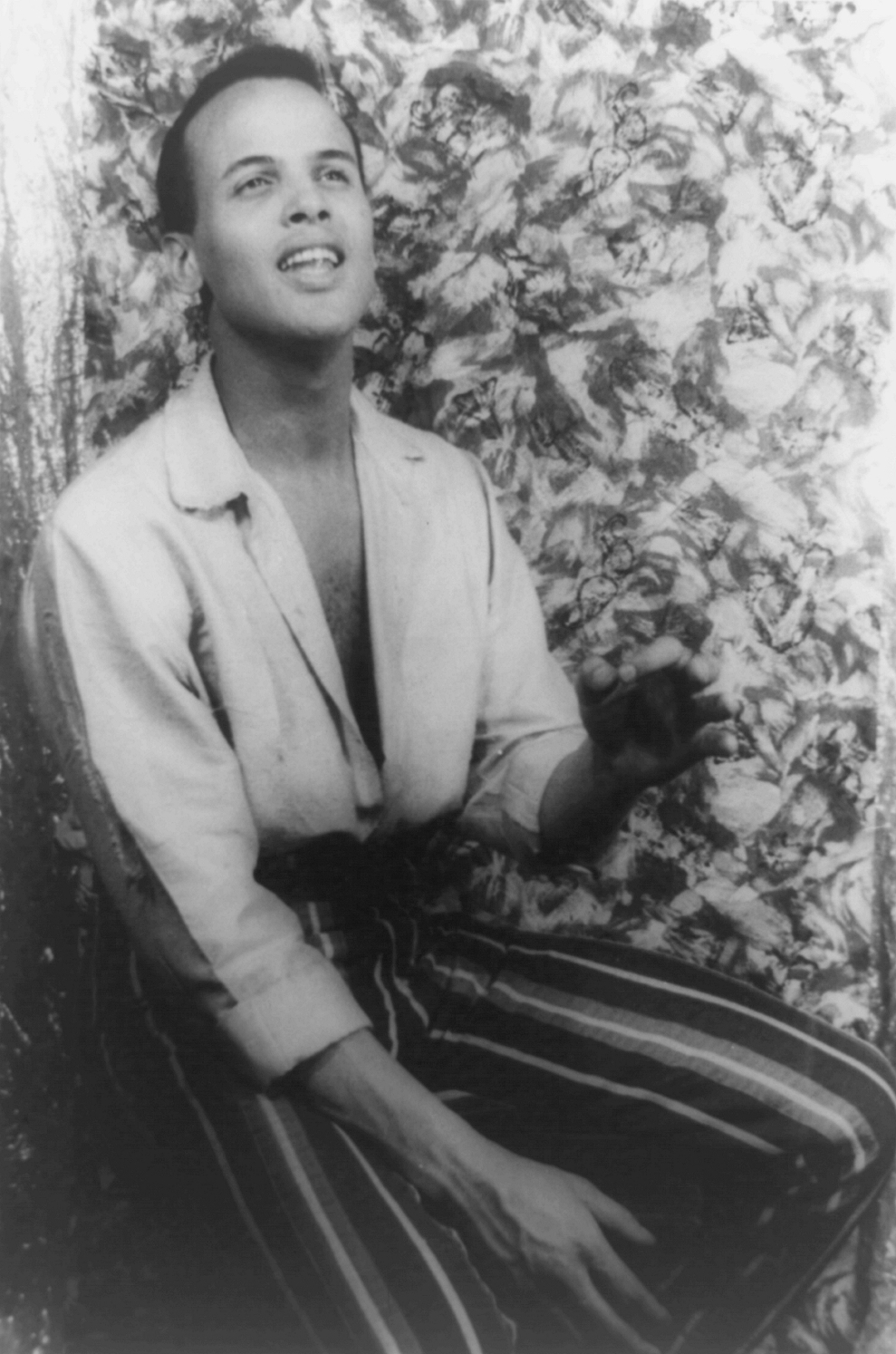
Harry Belafonte, John Murray Anderson's, 18 de fevereiro de 1954

"Day-O (The Banana Boat Song)" é uma tradicional canção folclórica jamaicana. A música tem influências do gênero mento, mas é comumente classificada como um exemplo da música calipso.
A canção é uma música de protesto e chamada e resposta, do ponto de vista dos estivadores que trabalhavam no turno da noite carregando bananas nos navios. A letra descreve como a luz do dia chegou, seu turno acabou e eles querem que seu trabalho seja contado para que possam ir para casa.
A versão mais conhecida foi lançada pelo cantor jamaicano Harry Belafonte em 1956 (originalmente intitulada "Banana Boat (Day-O)" ) e mais tarde se tornou uma de suas canções mais conhecidos. Naquele mesmo ano, os The Tarriers lançaram uma versão alternativa que incorporou o refrão de outra canção folk jamaicana chamada "Hill and Gully Rider". Ambas as versões se tornaram populares simultaneamente no ano seguinte, ficando em 5º e 6º lugar no Top 40 de singles dos EUA em 20 de fevereiro de 1957.  A versão dos Tarriers foi interpretada diversas vezes em 1956 e 1957, incluindo pelas Fontane Sisters, Sarah Vaughan, Steve Lawrence e Shirley Bassey, todos os quais ficaram entre os 40 primeiros em seus respectivos países.
A versão de Belafonte tornou-se febre ao aparecer na comédia de terror Beetlejuice (1988), na cena onde os convidados do jantar são possuídos pelos fantasmas dos protagonistas Adam e Barbara. Em 1991 - ano que o filme passou a ser exibido no Brasil e conquistou uma legião de fãs - foi lançado um clássico comercial do chiclete Bubbaloo Banana, que parodiava a canção. No mesmo ano, a canção integrou o elenco da trilha complementar da telenovela Vamp.